# Lars Joachim Grimstad
Lars Joachim Grimstad (* 8. Oktober 1972 in Norwegen) ist ein norwegischer Autor und früherer Fußballspieler.

## Leben
Im Alter von neun Jahren zog Grimstad nach Stabekk in der Kommune Bærum und begann dort Fußball zu spielen. 
Er machte einen Hochschulabschluss in Politikwissenschaft, nachdem er vorher von 1988 bis 1998 für den Verein Stabæk Fotball in der norwegischen Ersten Liga, der Tippeligaen Fußball gespielt hatte. In insgesamt 69 Spielen in der Liga wirkte er meistens als Mittelstürmer seines Vereins. Nach einer Operation wegen einer Schleimbeutelentzündung (Synovitis) beendete er seine Fußballkarriere.
Grimstadt arbeitet zurzeit als Texter für eine Werbefirma. Sein erstes Buch Statsminister Fahr og sønn - Barna som forsvant, ein Kinderbuch, aus dem Jahr 2013, wurde im darauffolgenden Jahr in deutscher Sprache veröffentlicht.

## Preise und Auszeichnungen
- 2013: Nominierung für den norwegischen Arks barnebokpris für Statsminister Fahr og sønn - Barna som forsvant.[2]
- 2014: Nominierung für den Arks barnebokpris für Solkongen.
- 2014: Nominierung für den Brageprisen.

## Veröffentlichungen
- Statsminister Fahr og sønn - Barna som forsvant, Umschlagillustration von Irene Marienborg. Aschehaug forlag, Oslo 2013, ISBN 978-82-03-25672-1.
  - deutsch von Antje Subey-Cramer: Finn und die geklauten Kinder. Dressler, Hamburg 2014, ISBN 978-3-7915-0728-6[3]
- Statsminister Fahr og sønn - Solkongen. Aschehaug forlag, Oslo 2014, ISBN 978-82-03-25690-5.